# 馮亭
馮 亭（ふう てい、生年不明 - 紀元前260年）は、中国戦国時代に韓の地方官吏として一時的に上党で守を務め、後に趙に降って華陽君の地位を与えられて仕えた人物。

## 略歴

### 韓の上党の守から趙の華陽君へ
紀元前265年、秦の武安君白起が韓を討ち野王の地（現在の河南省焦作市沁陽市）を得た。上党の地は韓の領土としては飛び地となり、韓は秦に陽城君を謝罪の使者として派遣すると、上党を割譲することを条件として秦に和議を申し入れた。
一方で上党の守を勤める靳黈の元に使者を派遣して当地を離れるよう伝えたが、靳黈はその命に背いて上党に留まり続けたため、韓の桓恵王は秦の宰相范雎に許可を得、約束を違えず上党の地を割譲するために靳黈を上党の守から解任し、馮亭を改めて上党の守に任じた。
馮亭は上党に着任して1か月後、上党の民を「韓の都である新鄭とは連絡を断たれ、秦は上党に向けて軍を進めてきているため、このままで韓の力は当てにできない。この上は趙にこの地を捧げて帰服すれば、秦は趙を攻めざるを得ず、そうすれば韓と趙は協力して軍を出して秦に抗することができる」と扇動し、民の支持を得ると趙に上党の地を献上する旨の書簡を出した。
これを受け、趙の孝成王は平原君とその弟の平陽君に相談し、平原君は上党の接収に賛成して平陽君は接収に反対したが、孝成王は悩んだ末に上党の接収を決断すると、軍を派遣した。
馮亭は趙から華陽君の称号と食邑三万戸をもって封侯された。

### 長平の戦いと馮亭の死
だが、この事態に秦の昭襄王は激怒し、紀元前262年、宰相の范雎に命じて将軍の王齕率いる軍を上党へ侵攻させた。これにより、上党の民の多くが趙国の長平の地（現在の山西省晋城市高平市の付近）へ逃れたため、王齕率いる秦軍はそのまま長平に攻め入り、趙は廉頗を大将とする迎撃軍を派遣し、長平の戦いが勃発した。
馮亭は長平の戦いにおいて、廉頗に代わった趙軍の大将趙括が王齕に代わって白起の率いる秦軍に大敗した際に戦死した。

## 子孫
馮亭の戦死後、その宗族はそれぞれ上党または趙へ散って存続した。

### 上党系子孫
- 馮去疾[5][4] - 孫。秦の右丞相
- 馮劫 - 曾孫。秦の御史大夫・大将軍を歴任
- 馮毋択 - 秦・前漢の将軍

### 趙系子孫
- 馮唐[5][4] - 前漢の将軍
- 馮奉世[5][4] - 前漢の将軍
- 馮媛 - 前漢の元帝の昭儀（側室）、平帝の祖母[5][4]